# Milan Martić
Milan Martić (n. 18 noiembrie 1954, Žagrović⁠(d), cantonul Šibenik-Knin, Croația) a fost al treilea și ultimul președinte al autoproclamatei Republica Sârbă Krajina în 1994–1995, în funcție în timpul Războiului de Independență al Croației.